# روبرت ديفيد برادي
روبرت ديفيد برادي (بالإنجليزية: Robert David Brady)‏ هو فنان أمريكي، ولد في 1946.